# Telekamery 2004
Telekamery 2004 – siódme wręczenie nagrody Telekamery Tele Tygodnia za rok 2003 dla postaci telewizyjnych. Gościem zagranicznym był Roger Moore. Nagrody przyznano w 9 kategoriach. Oprócz tego honorową nagrodę za całokształt twórczości, Złote Spinki, otrzymał Leon Niemczyk. Złote Telekamery zdobyli zaś: serial Na dobre i na złe oraz jego aktorzy: Artur Żmijewski i Małgorzata Foremniak (cała trójka zdobyła nagrody w latach 2001, 2002 i 2003). Gala odbyła się 16 stycznia 2004.

## Zwycięzcy

### Publicystyka
- Ewa Drzyzga – Rozmowy w toku – TVN
- Kamil Durczok
- Barbara Czajkowska – Linia specjalna – TVP2
- Piotr Kraśko – Na żywo – TVP1
- Waldemar Milewicz

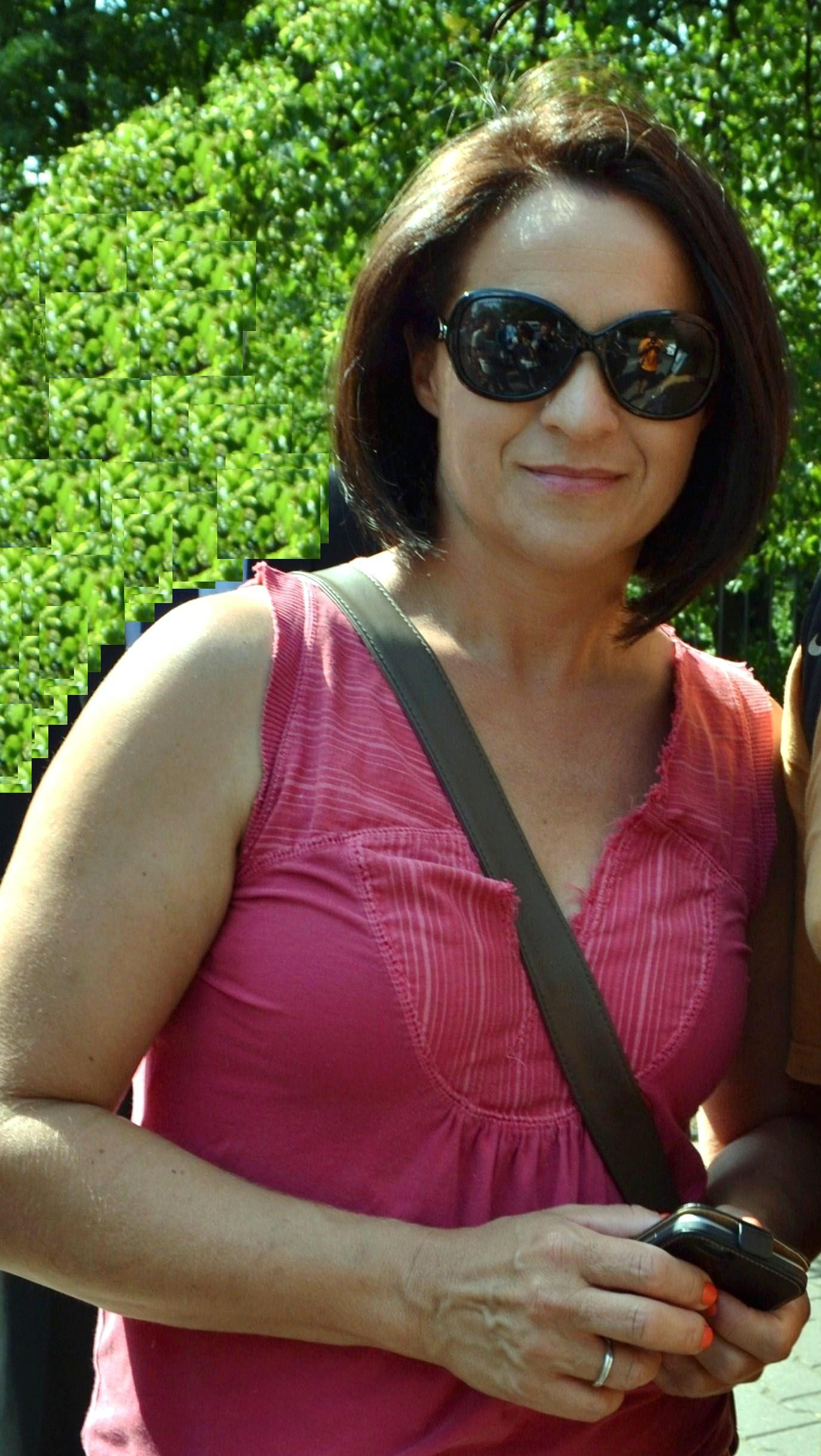
Ewa Drzyzga
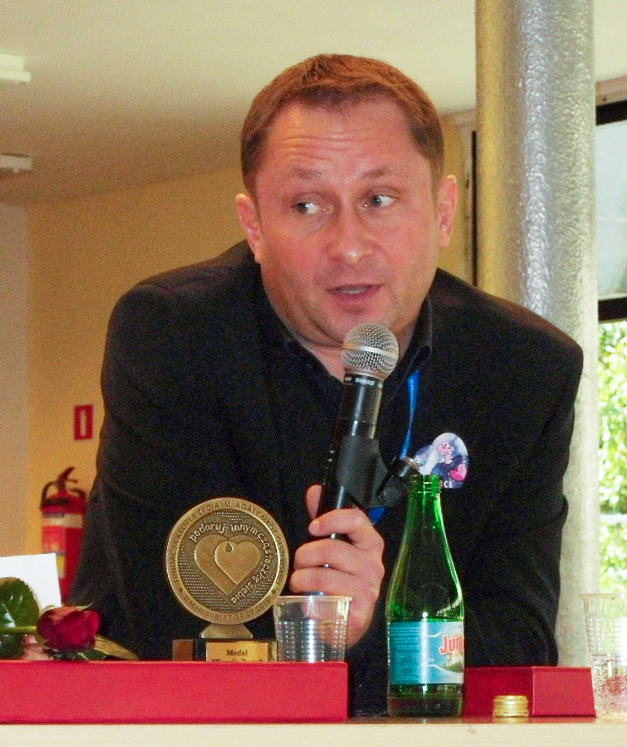
Kamil Durczok
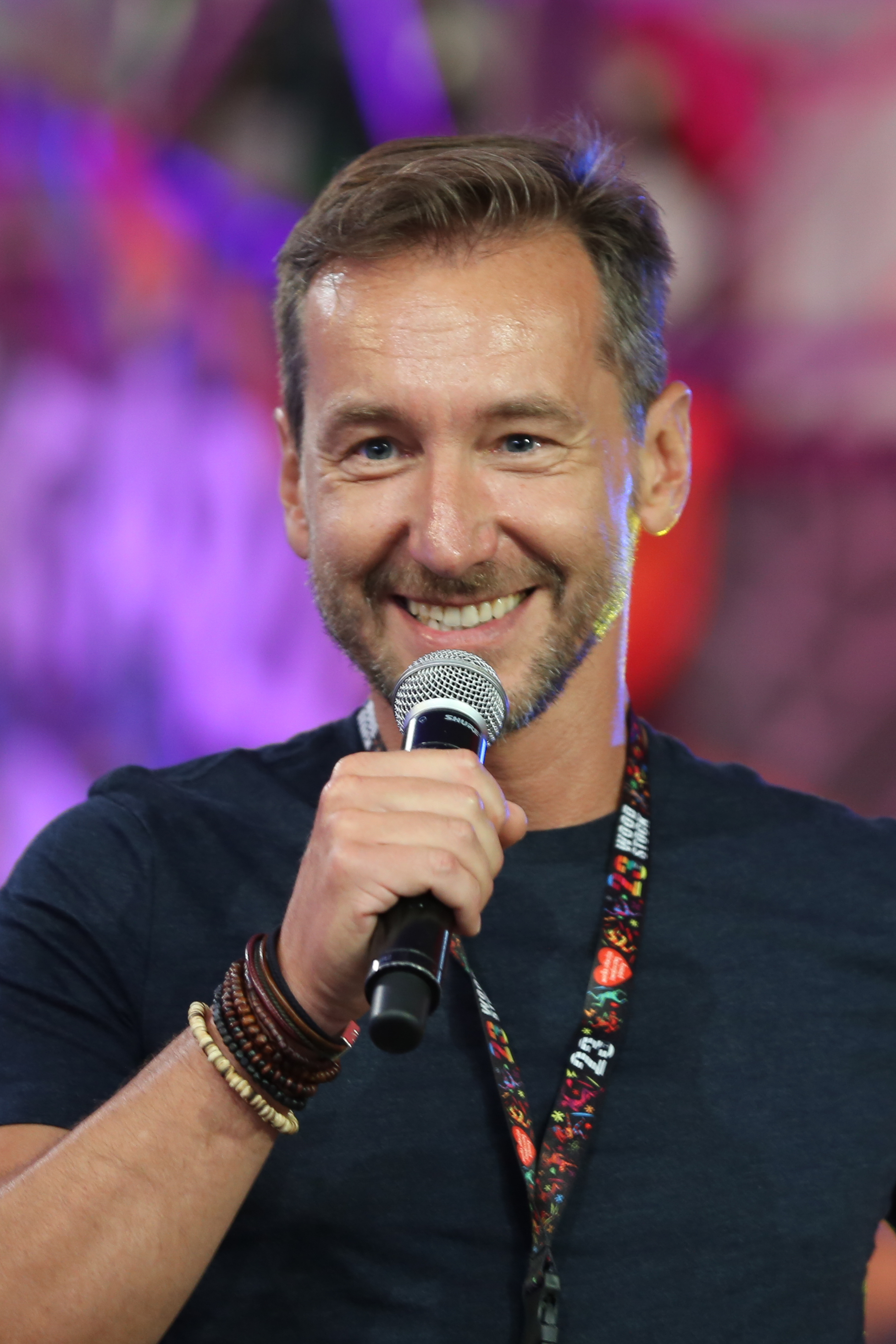
Piotr Kraśko

### Informacje
- Jolanta Pieńkowska – Wiadomości – TVP1
- Tomasz Lis – Fakty – TVN
- Dorota Gawryluk
- Joanna Racewicz – Panorama – TVP2
- Hanna Smoktunowicz – Dziennik – TV4

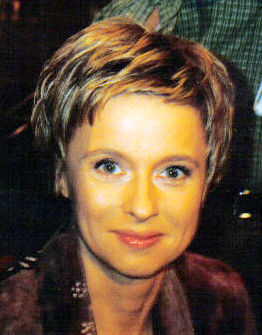
Jolanta Pieńkowska
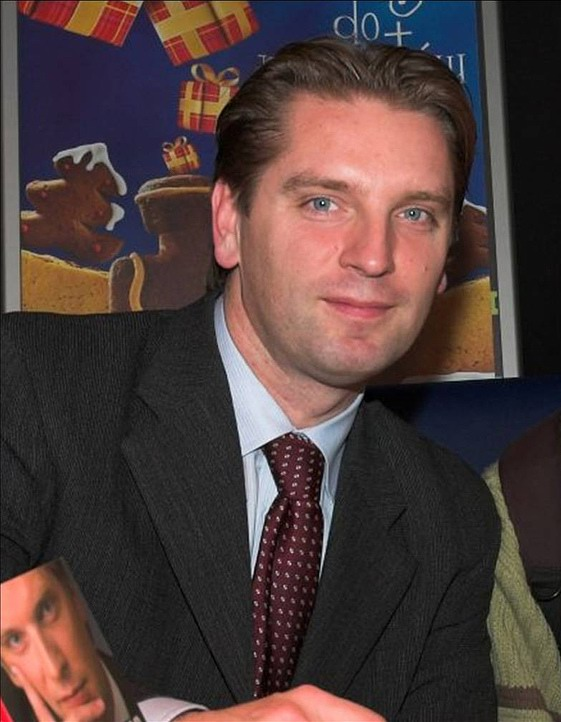
Tomasz Lis
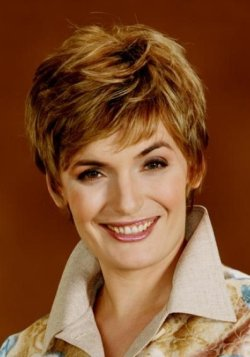
Dorota Gawryluk
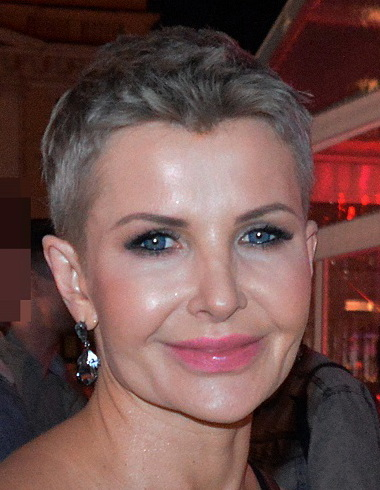
Joanna Racewicz
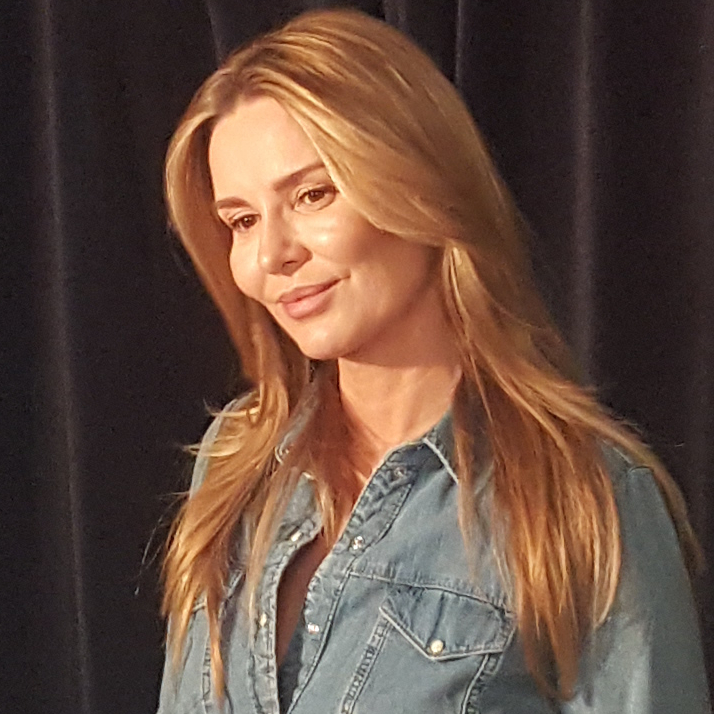
Hanna Smoktunowicz

### Serial komediowy
- Kasia i Tomek – TVN
- Miodowe lata – Polsat
- Lokatorzy – TVP1
- Świat według Kiepskich – Polsat
- Rodzina zastępcza – Polsat

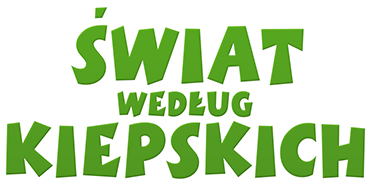
Świat według Kiepskich

### Muzyka

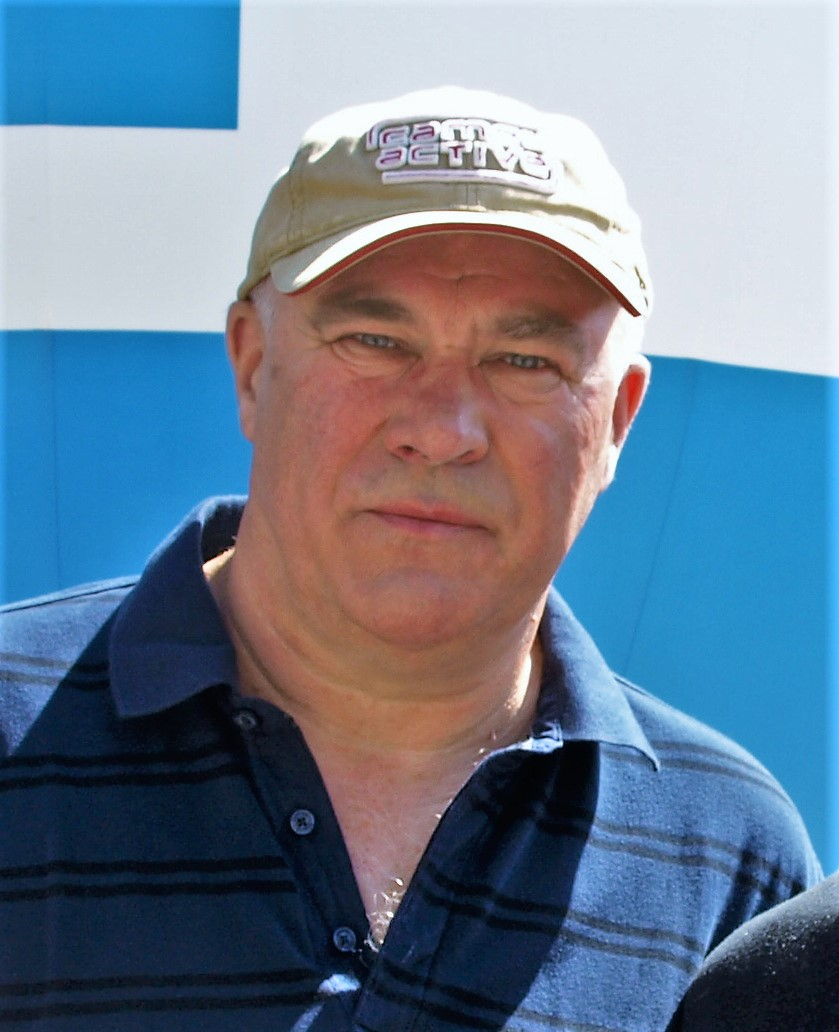
Ryszard Rynkowski
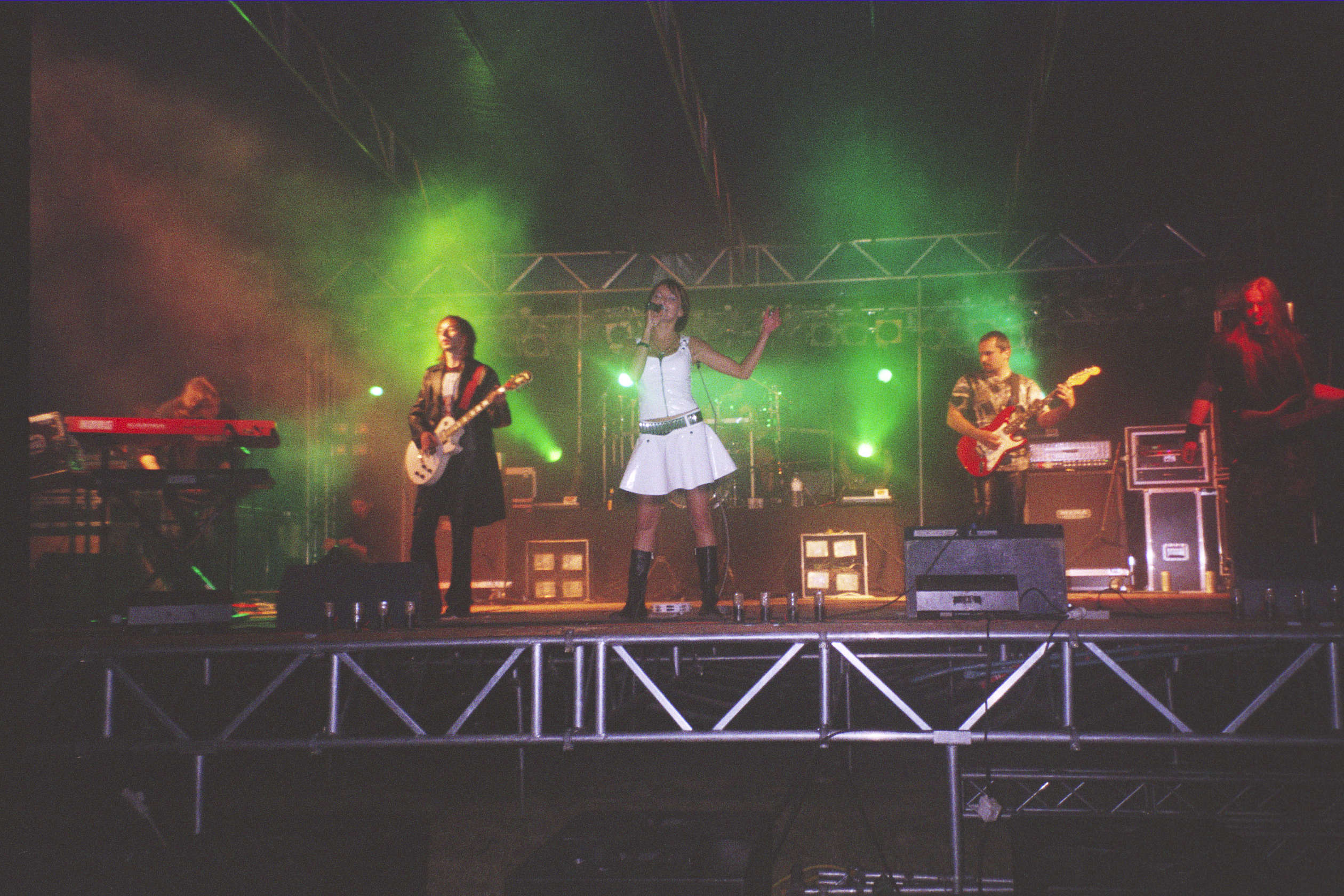
Ich Troje
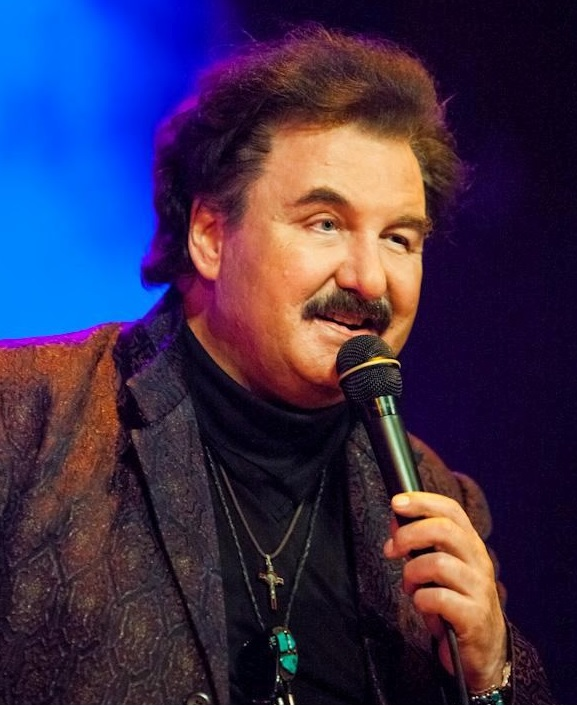
Łzy
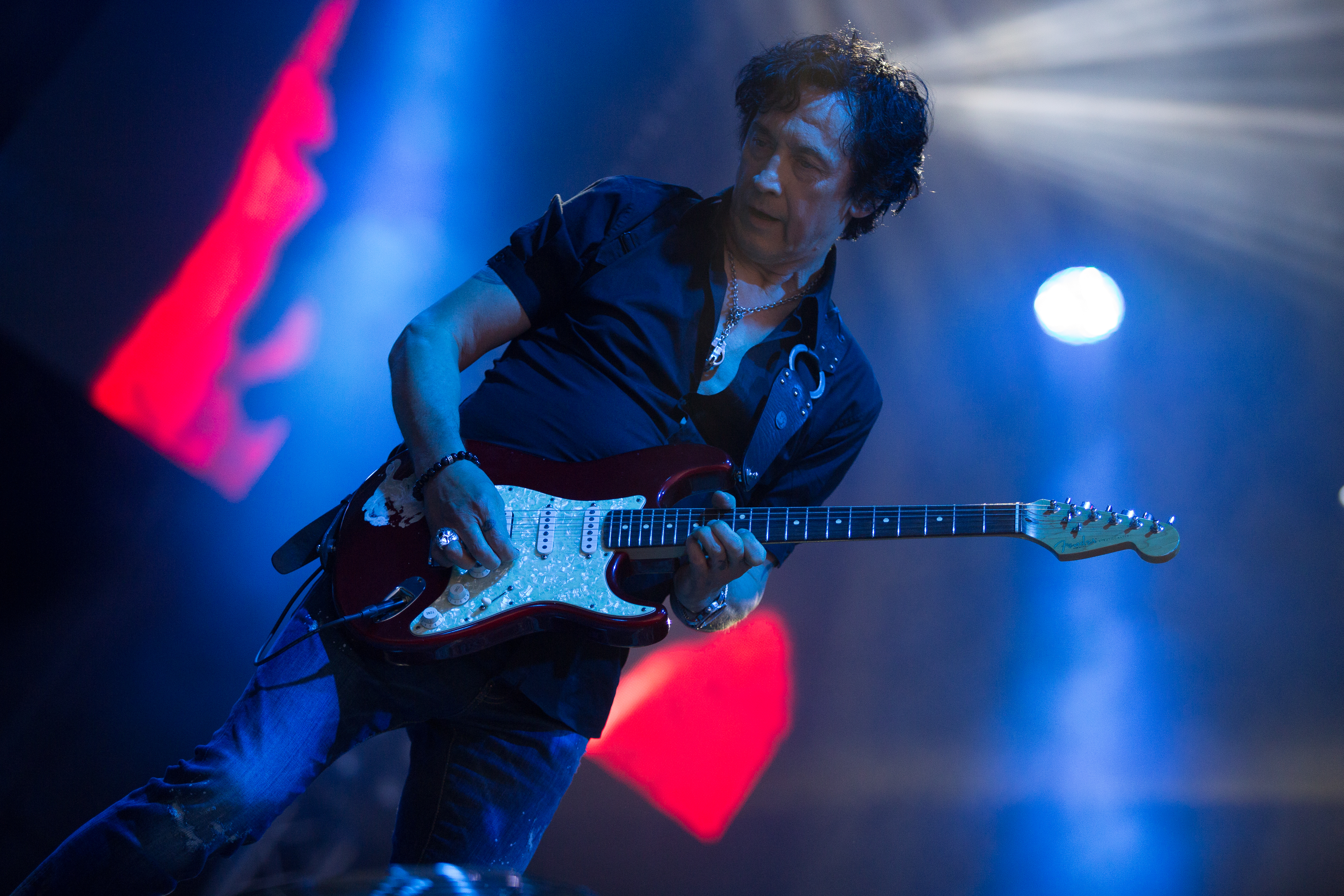
Krzysztof Krawczyk
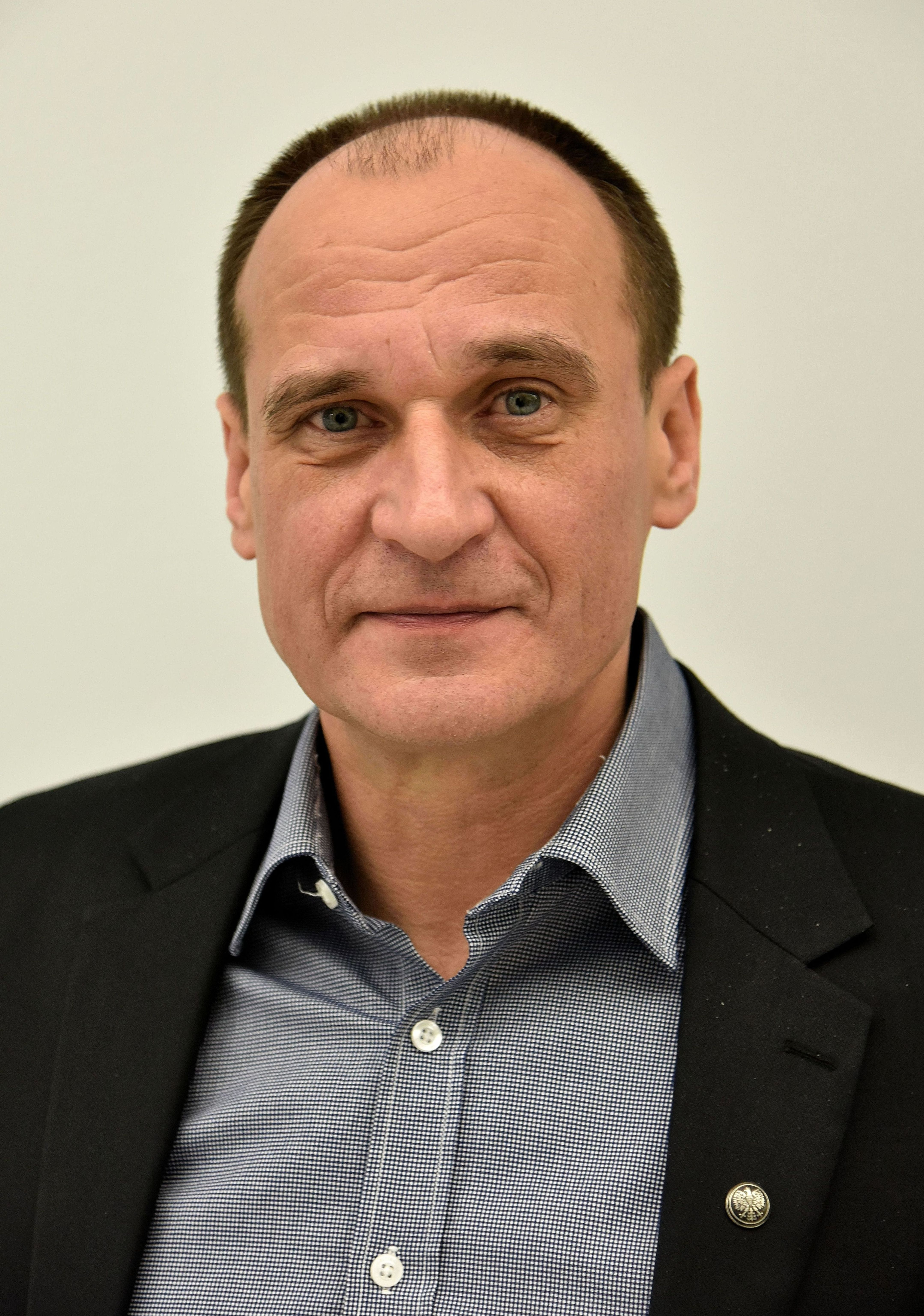
Jan Borysewicz i Paweł Kukiz

- Ryszard Rynkowski
- Łzy
- Krzysztof Krawczyk
- Jan Borysewicz
- Paweł Kukiz

### Aktor
- Paweł Wilczak – Kasia i Tomek – TVN
- Robert Gonera – M jak miłość i Glina – TVP2 i TVP1
- Andrzej Grabowski – Świat według Kiepskich – Polsat
- Andrzej Zieliński – Na dobre i na złe – TVP2
- Paweł Wawrzecki – Złotopolscy i Daleko od noszy – TVP2 i Polsat

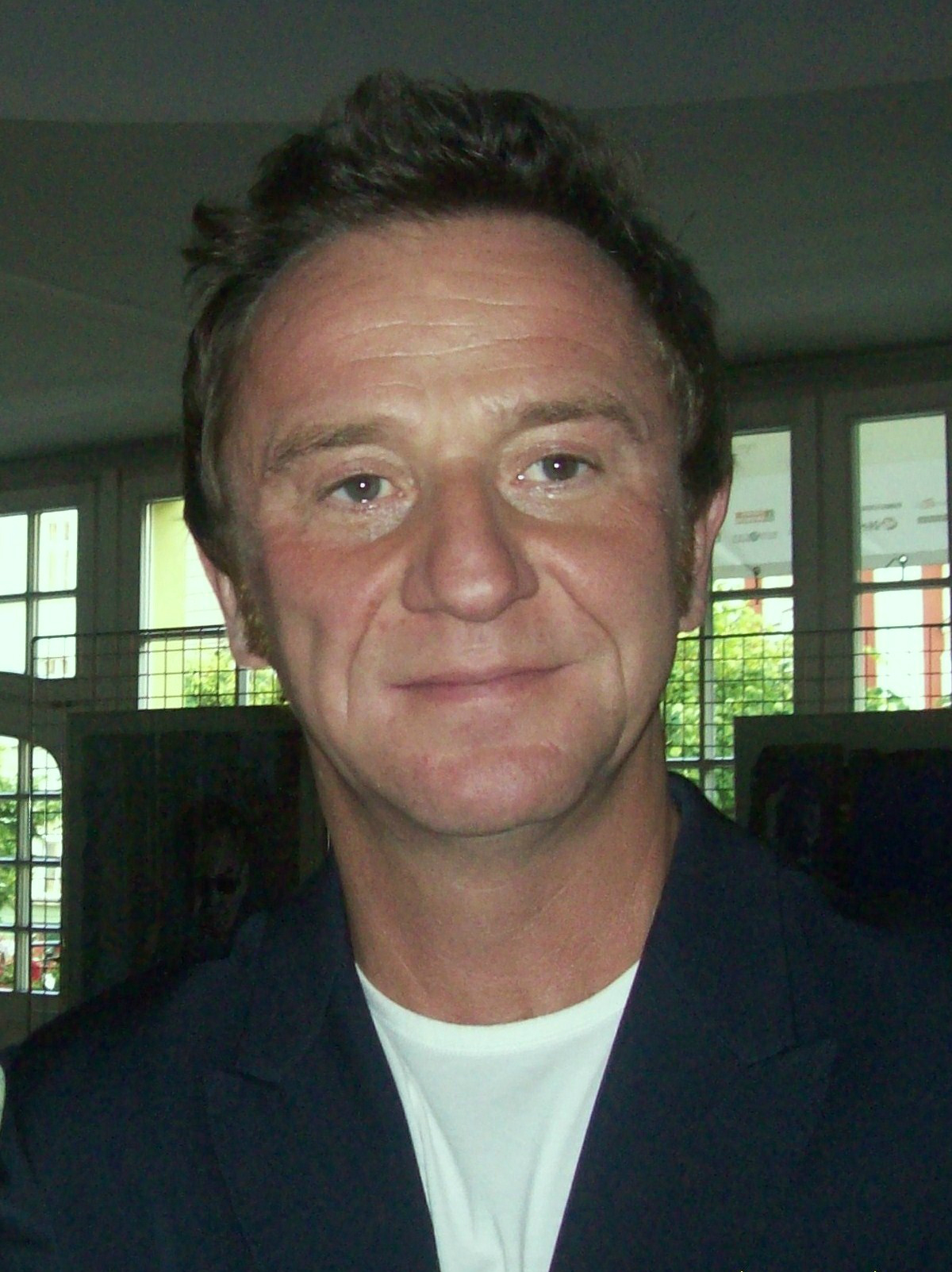
Paweł Wilczak
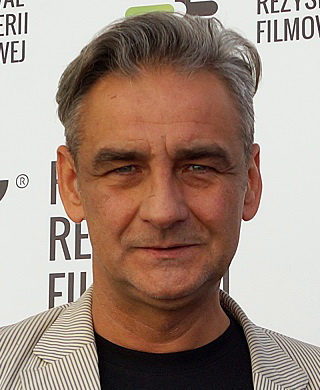
Robert Gonera
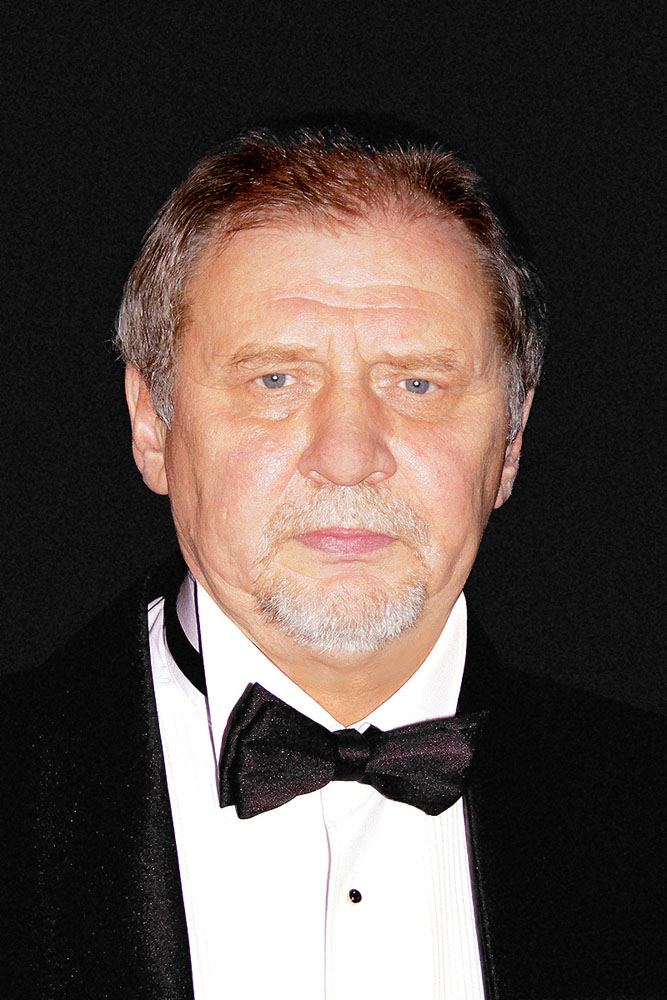
Andrzej Grabowski
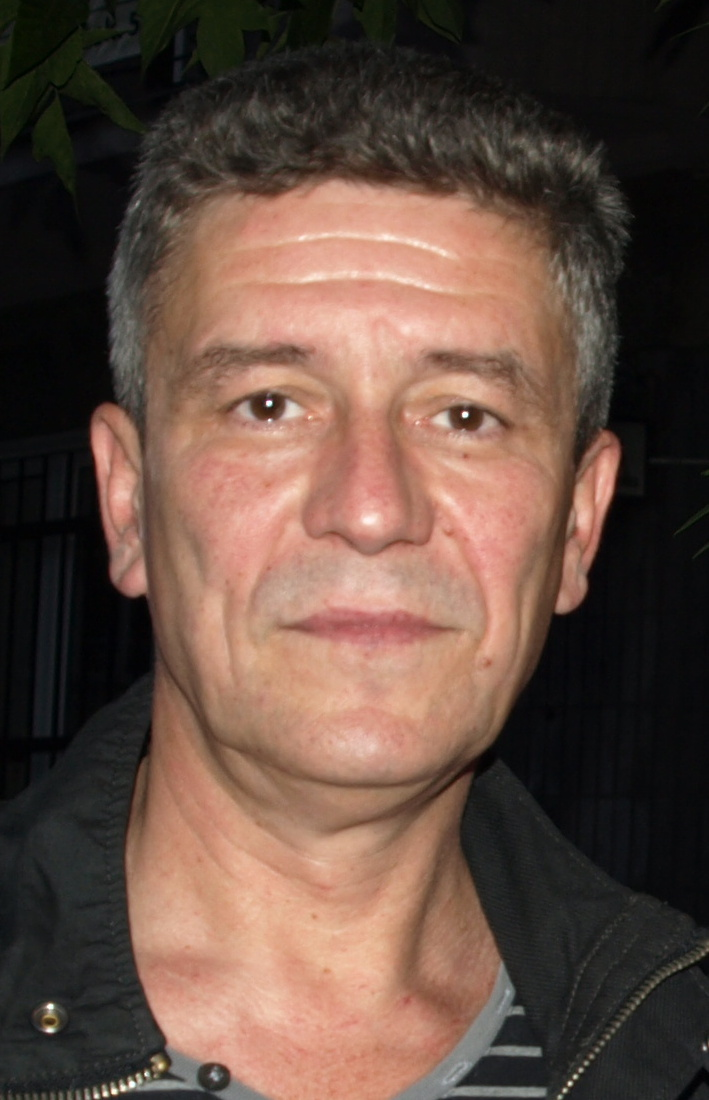
Andrzej Zieliński
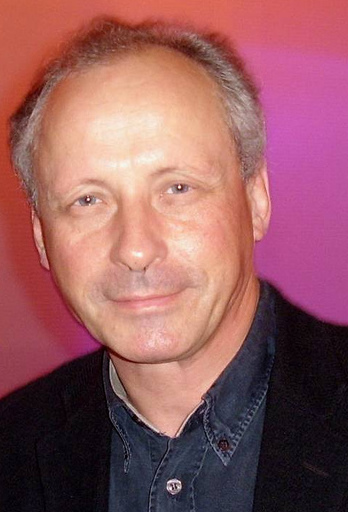
Paweł Wawrzecki

### Aktorka
- Małgorzata Kożuchowska – M jak miłość – TVP2
- Joanna Brodzik – Kasia i Tomek – TVN
- Agnieszka Dygant – Na dobre i na złe i Fala zbrodni – TVP2 i Polsat
- Edyta Olszówka – Samo życie – Polsat
- Katarzyna Bujakiewicz – Na dobre i na złe – TVP2

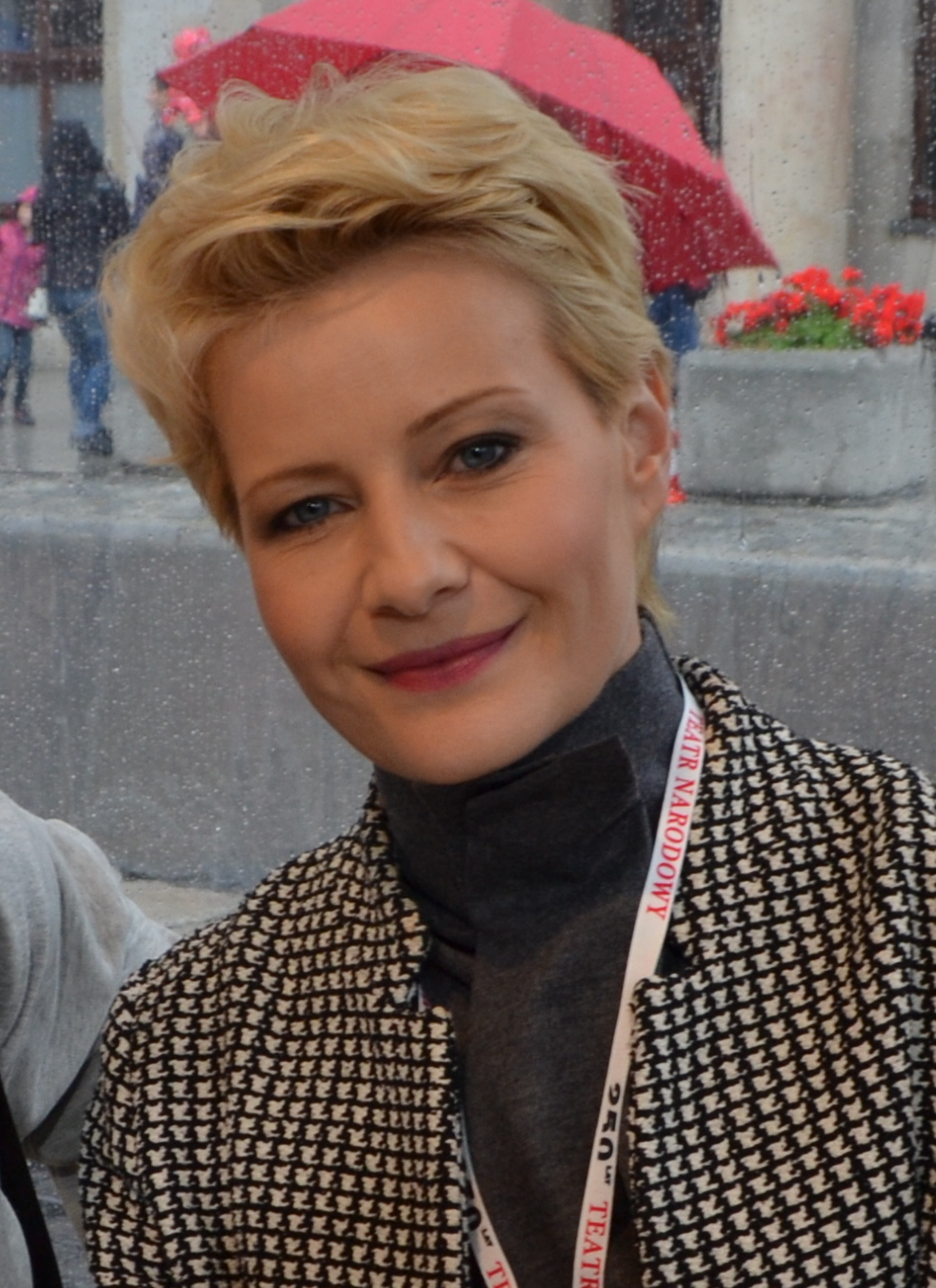
Małgorzata Kożuchowska
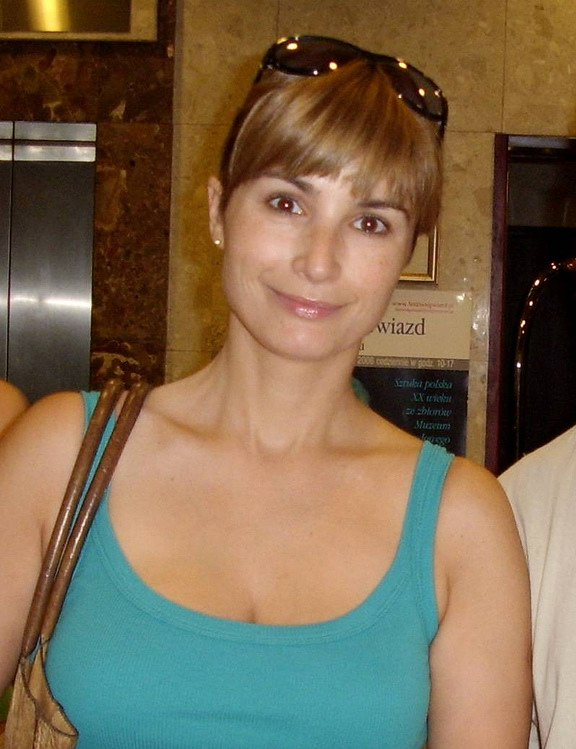
Joanna Brodzik
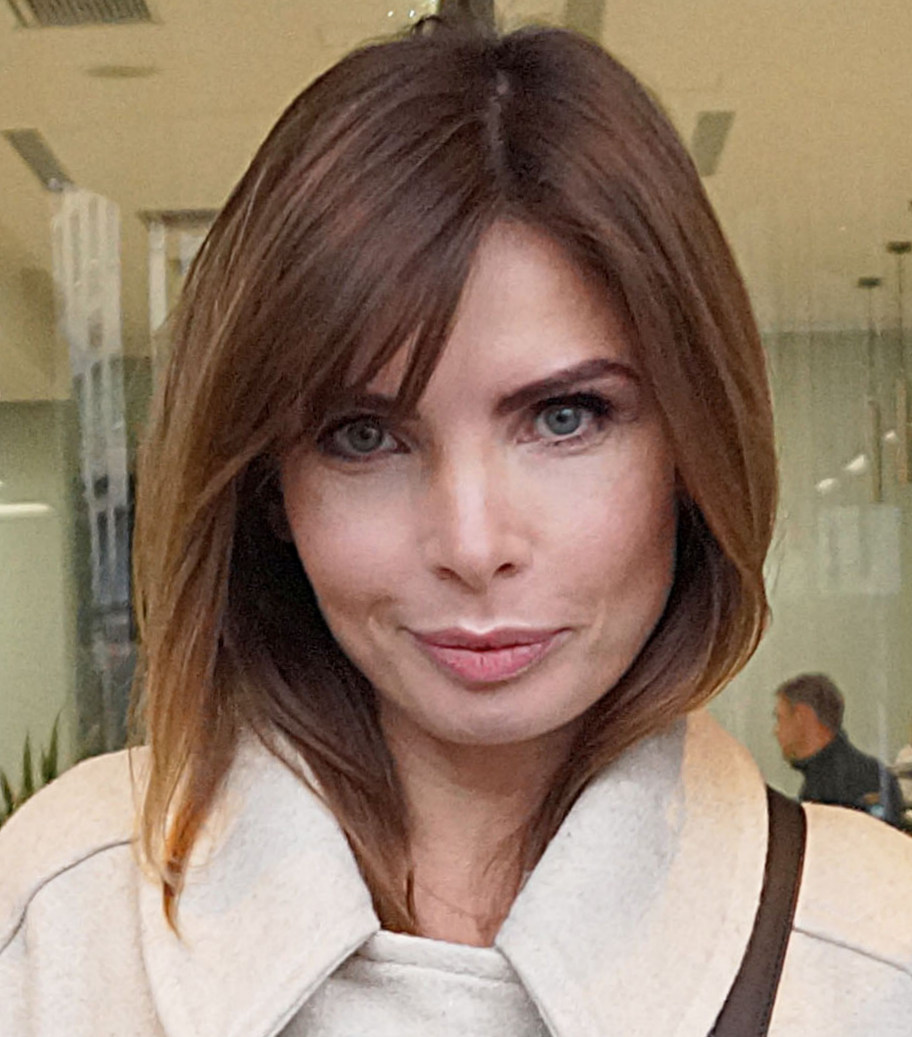
Agnieszka Dygant
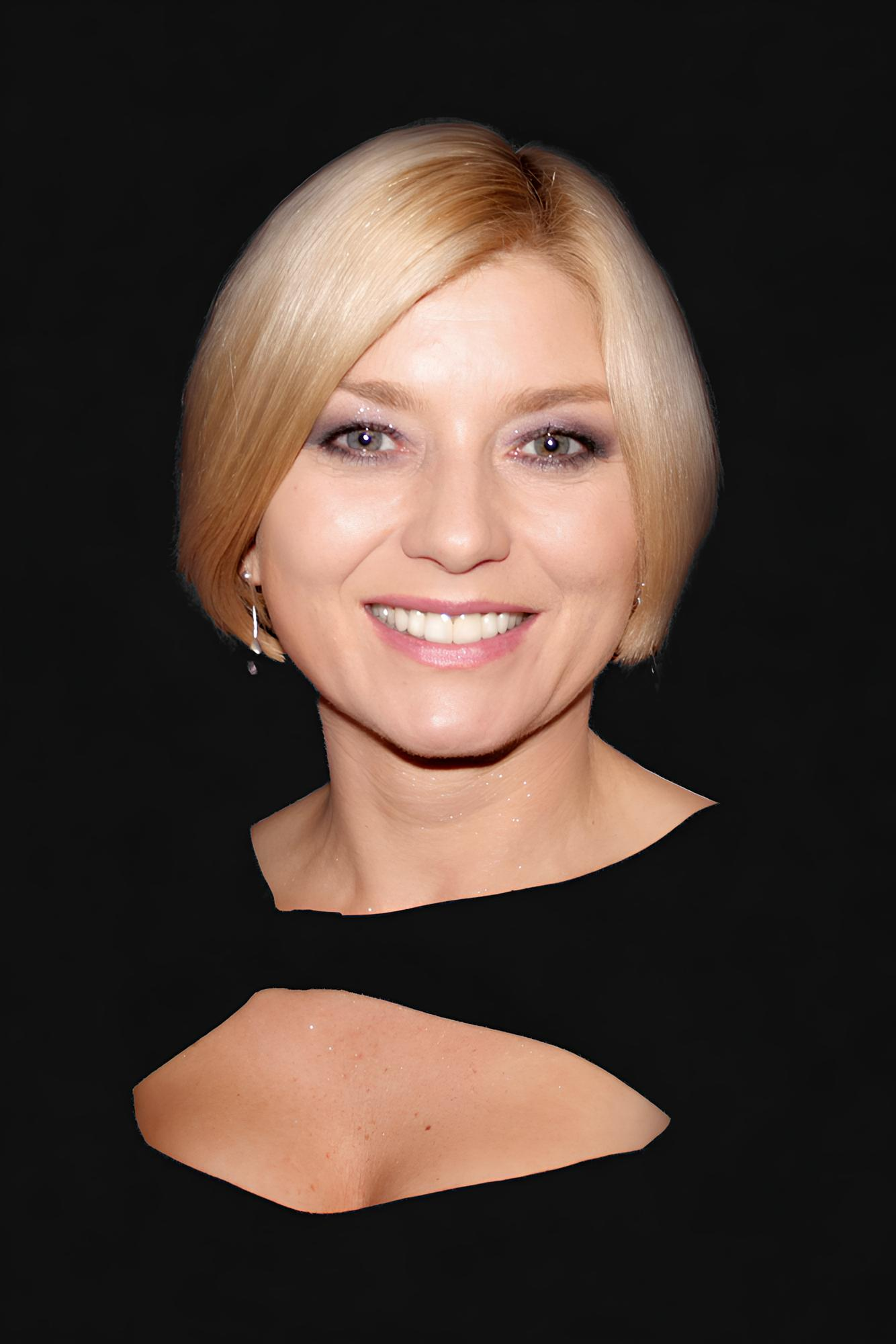
Edyta Olszówka
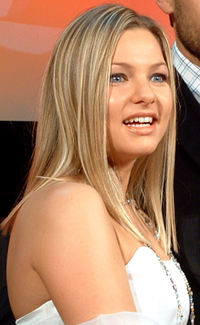
Katarzyna Bujakiewicz

### Serial obyczajowy

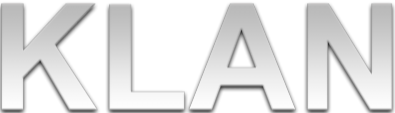
Klan

- M jak miłość – TVP2
- Klan – TVP1
- Samo życie – Polsat
- Plebania – TVP1
- Złotopolscy – TVP2

- Klan

### Osobowość w rozrywce
- Kevin Aiston i Steffen Möller – Europa da się lubić – TVP2
- Tadeusz Drozda – Śmiechu warte – TVP1
- Hubert Urbański – Dla ciebie wszystko i Jestem jaki jestem – TVN
- Krzysztof Ibisz – Bar, Awantura o kasę i Rosyjska ruletka – Polsat
- Piotr Bałtroczyk – Pegaz – TVP1

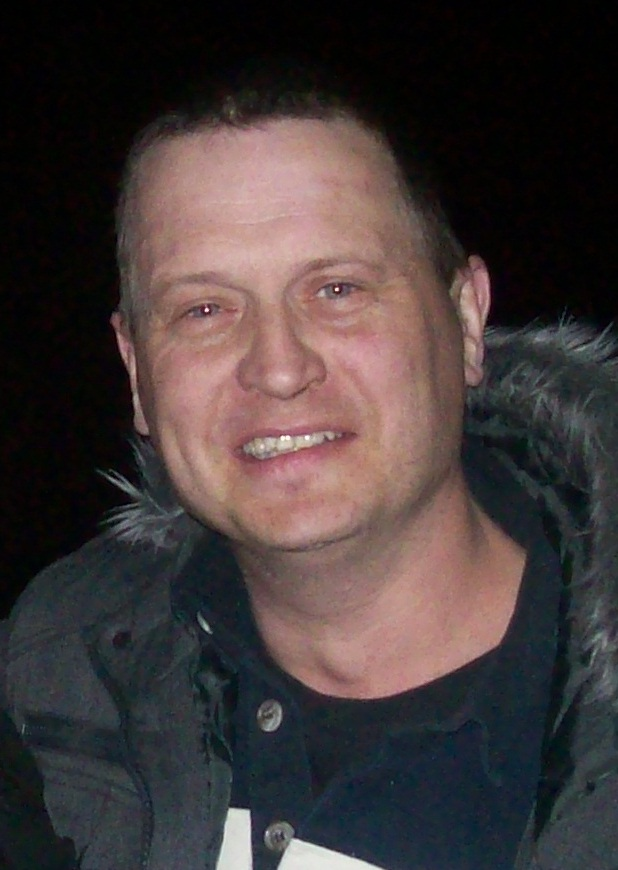
Kevin Aiston
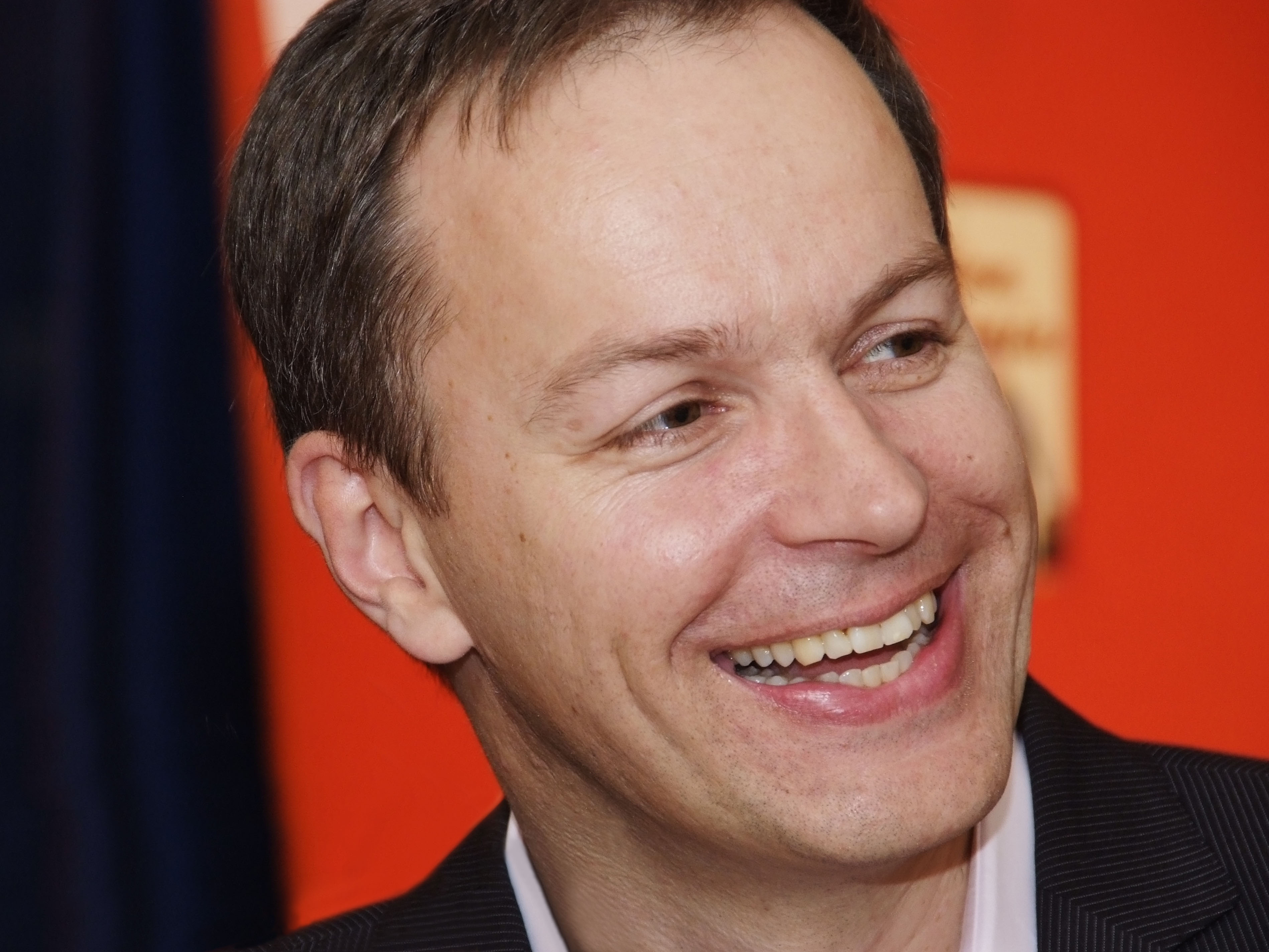
Steffen Möller
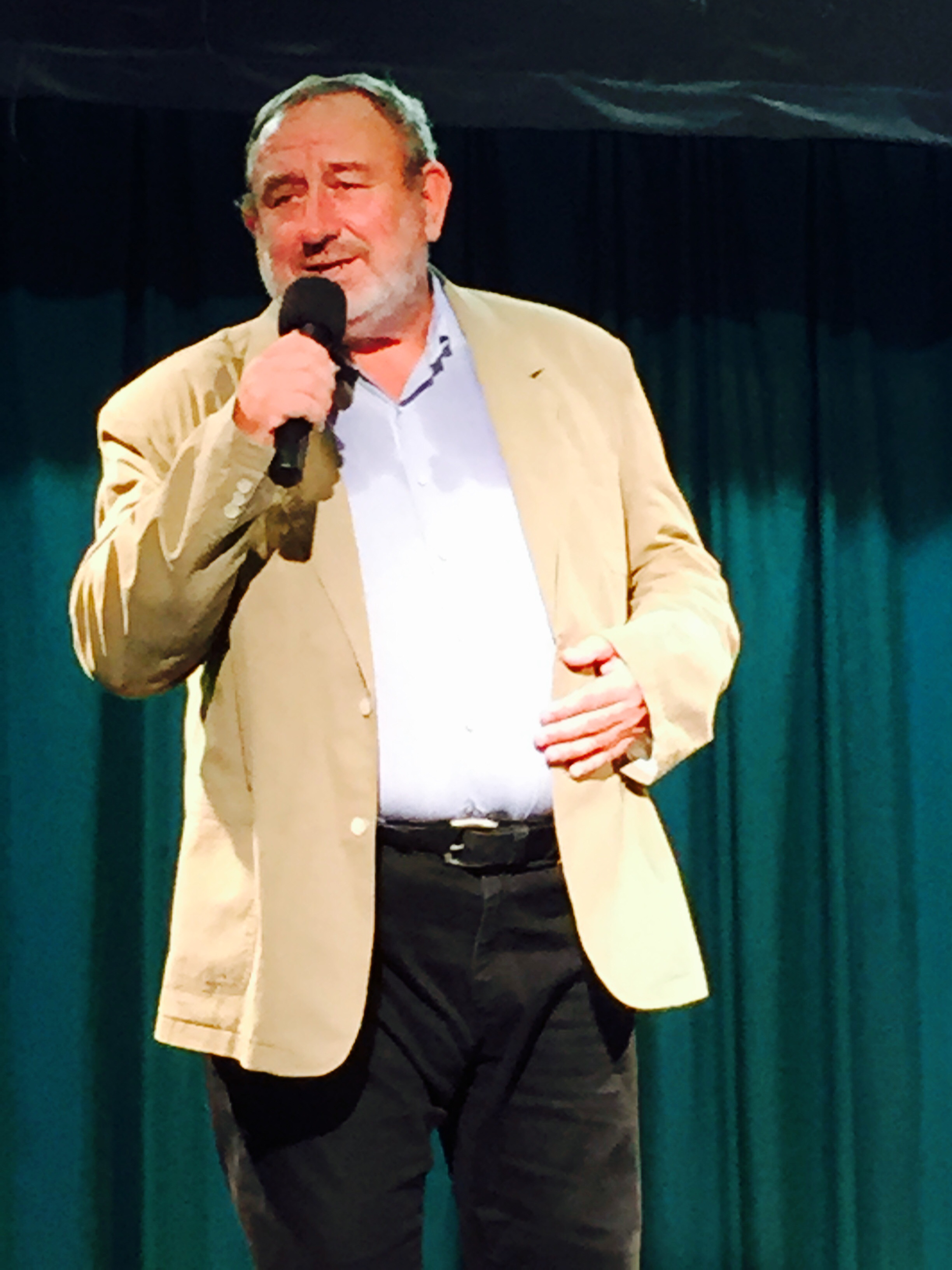
Tadeusz Drozda
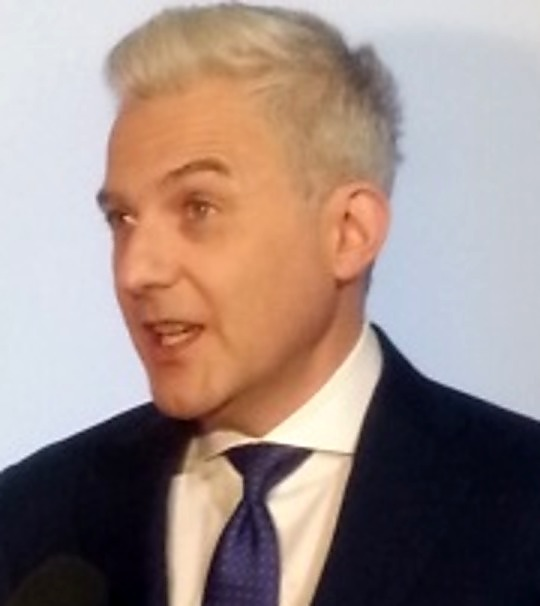
Hubert Urbański
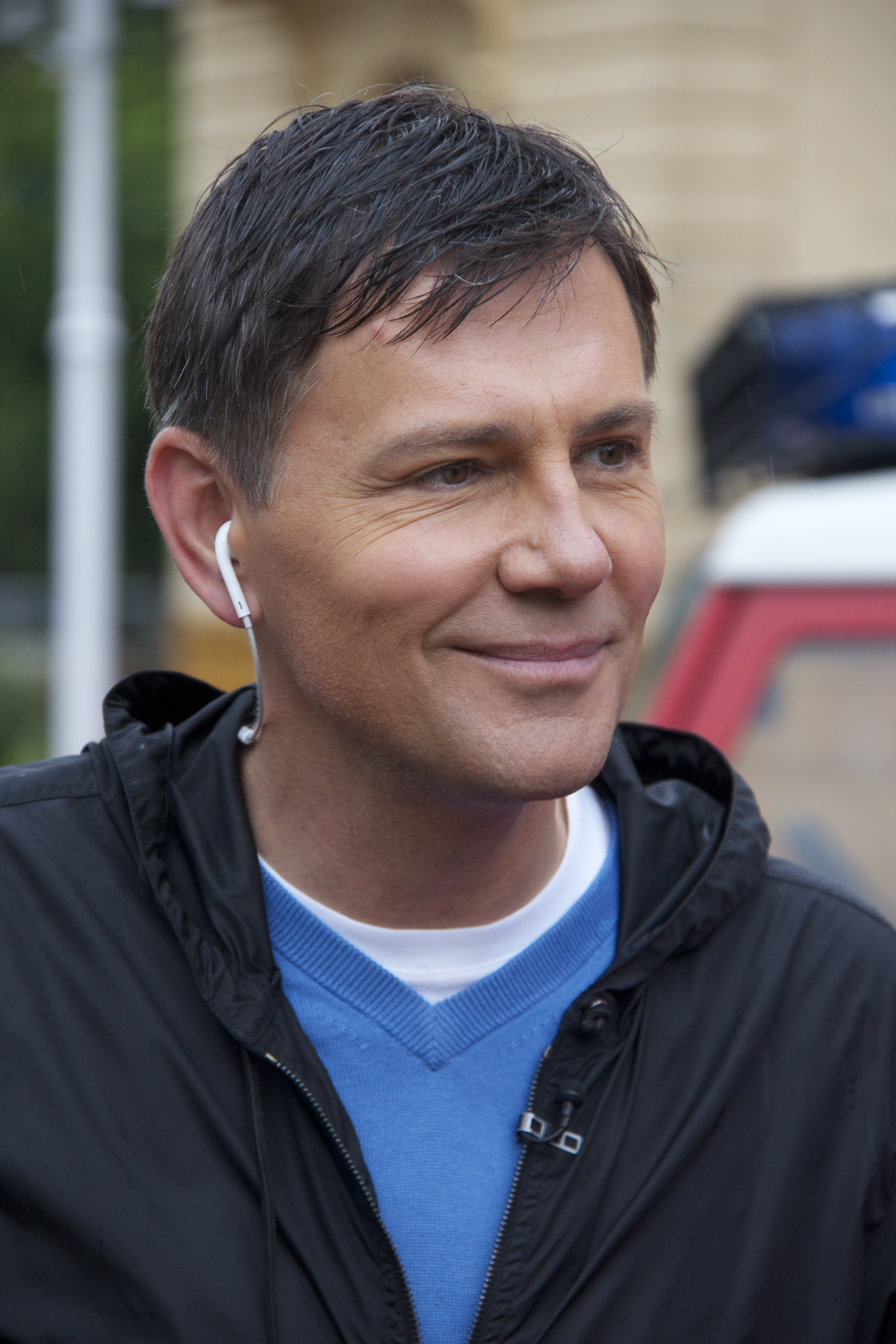
Krzysztof Ibisz
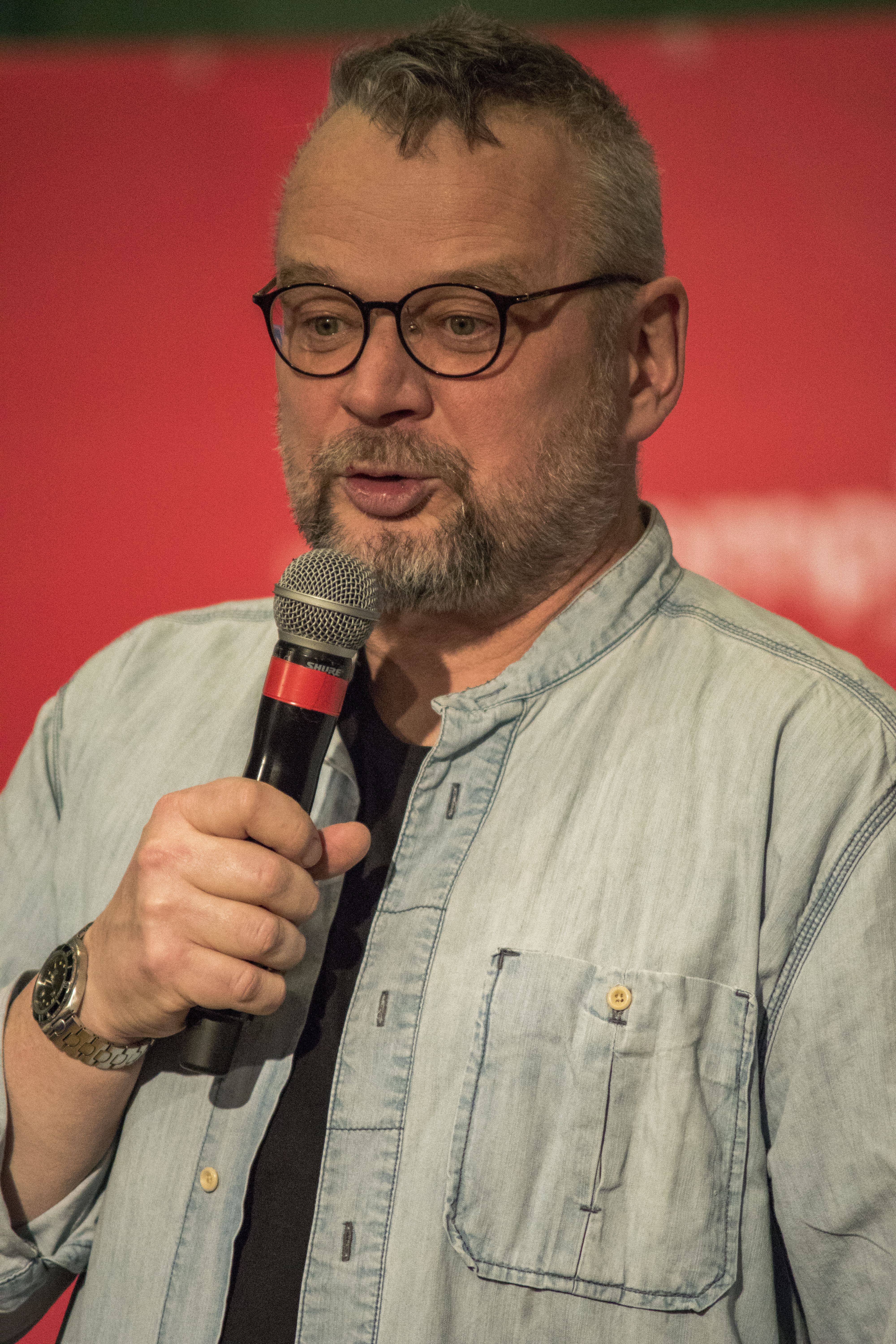
Piotr Bałtroczyk

### Złote Telekamery

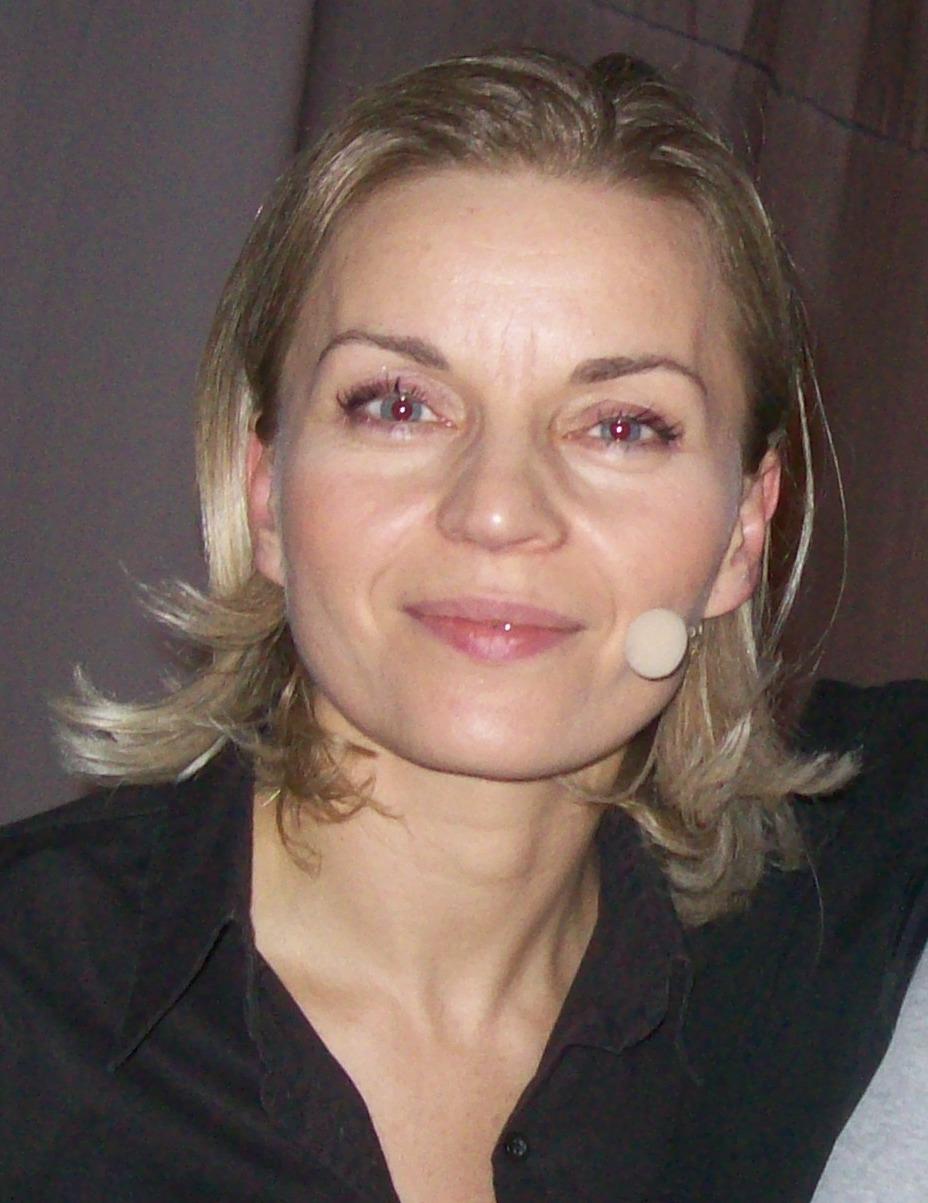
Małgorzata Foremniak
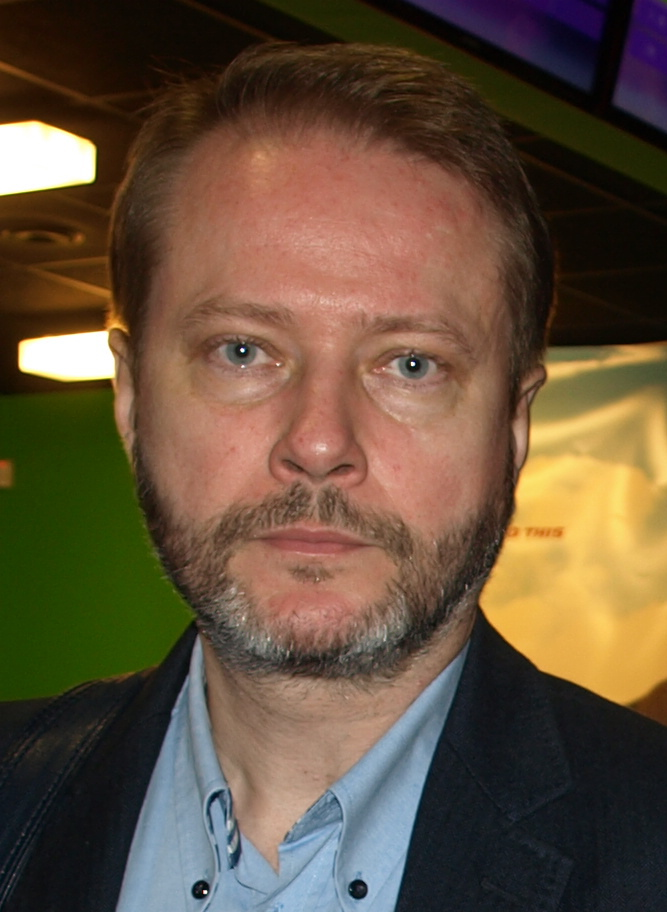
Artur Żmijewski
- Na dobre i na złe

- Małgorzata Foremniak
- Artur Żmijewski